# Layton’s Mystery Journey: Katrielle und die Verschwörung der Millionäre
Layton’s Mystery Journey: Katrielle und die Verschwörung der Millionäre (japanisch レイトン ミステリージャーニー カトリーエイルと大富豪の陰謀 Reiton Misuterījānī Katorīeiru to Daifugō no Inbō) ist ein Rätselspiel für mobile Endgeräte mit den Betriebssystemen Android und iOS, welches im Juli 2017 erschien, und im Oktober auch für den Nintendo 3DS herausgebracht wurde. Es ist der siebte Teil aus der Hauptreihe der Professor-Layton-Serie. 2018 erschien das Spiel in Japan für die Nintendo Switch, in Europa am 8. November 2019.

## Handlung
Katrielle Layton, Tochter des berühmten Professor Hershel Layton, nach dem die Spieleserie benannt ist, eröffnet in London ein Detektivbüro. Im Laufe des Spiels hat sie zwölf Fälle zu lösen, die sie u. a. zu mehreren touristischen Wahrzeichen Londons führen.

### Charaktere
- Katrielle „Kat“ Layton – Tochter von Professor Layton und die Protagonistin des Spiels.
- Sherl – Hund von Katrielle Layton, welcher sie begleitet und mit ihr sprechen kann.
- Ernest Drowrig – Der Assistent von Katrielle Layton.
- Emiliana Perfetti – Die Rivalin von Katrielle Layton.
- Inspektor Darjeeling Aspoirot
- Purisuke
- Harry Gilmont
- Ridley Fremens
- Scuola Garfletcher
- Clark Gospeck
- Amon

## Spielprinzip und Technik
Die Spielwelt ist in einzelne Orte unterteilt, die mit fortschreitendem Spielverlauf freigeschaltet werden und dem Spieler dann zugänglich sind. Die Orte werden durch zweidimensionale, handgezeichnete Abbildungen repräsentiert. An verschiedenen Orten trifft Katrielle auf ebenfalls handgezeichnete NPCs, mit denen automatisch ablaufende Dialoge geführt werden können. An den meisten Orten gibt es Rätsel zu lösen, woraufhin die Handlung voranschreitet.
Nebenher kann man Minispiele spielen, Katrielle neu einkleiden oder das Interieur ihrer Wohnung neu einrichten. Für Katrielle kann man im Laufe des Spiels verschiedene Outfits freischalten oder muss sie als DLC kaufen.

## Entwicklungs- und Veröffentlichungsgeschichte
Die Deluxe-Version des Spiels für die Nintendo Switch enthält im Vergleich zu den Versionen für 3DS, iOS und Android
- überarbeitete Rätsel aus den alten Versionen, sowie über 40 neue Rätsel,
- ein neues Bildschirmlayout angepasst an die neue Konsole,
- alle DLCs, also ursprünglich gegen Bezahlung nachladbare Outfits für Katrielle

Weiterhin ist im Bonusbereich der Switch-Version ein „Layton-Museum“ enthalten, in dem man Bilder der früheren Layton-Spiele freischalten kann. Das Freischalten geschieht durch das Einlösen von Museumspunkte, die man erhält, indem man „Rätsel des Tages“ löst. Diese können aus dem Internet heruntergeladen werden.

## Rezeption
Aus 26 aggregierten Wertungen erzielt Layton’s Mystery Journey: Katrielle and the Millionaires’ Conspiracy auf Metacritic einen Score von 73.